# Airco DH.9

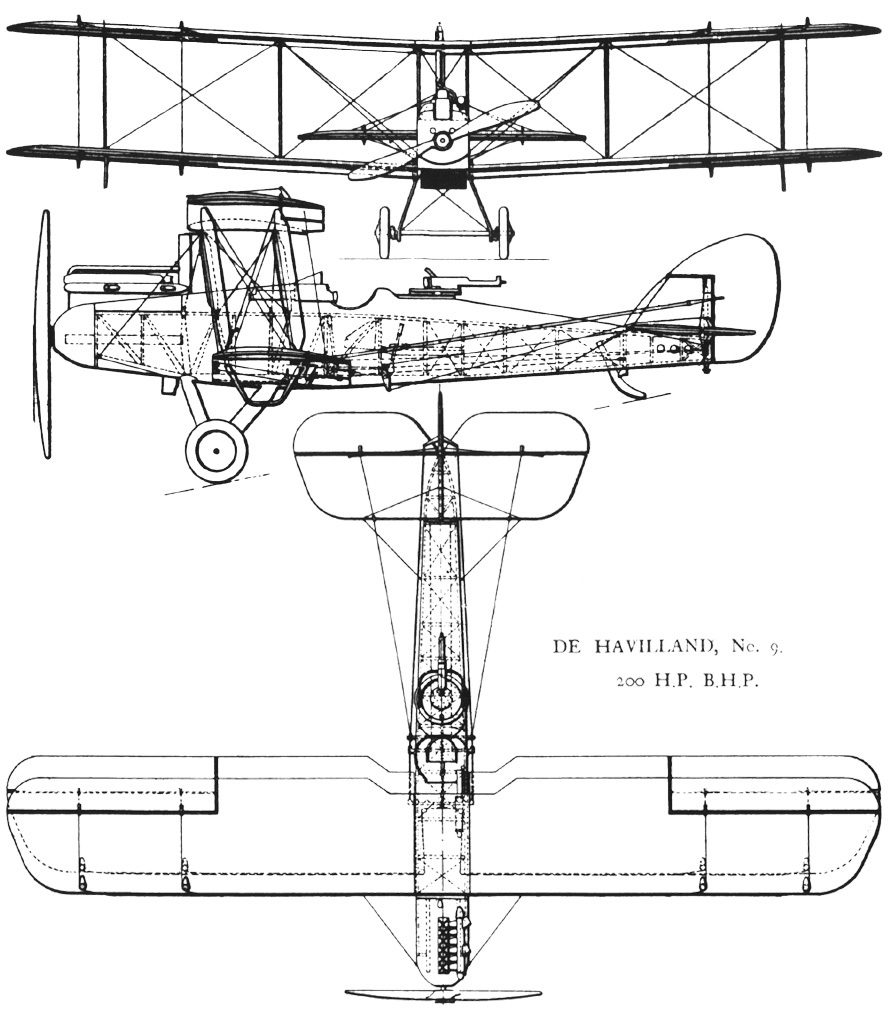

Airco DH.9 (de la de Havilland 9) - denumit după 1920 și de Havilland DH.9 - a fost un bombardier britanic utilizat în Primul Război Mondial. Biplan cu un singur motor, a fost proiectat prin dezvoltarea modelului anterior de mare succes DH.4 de la Airco și a fost comandat în cantități foarte mari de către Royal Flying Corps și Royal Air Force.
Motorul său era nefiabil, și nu furniza puterea necesară, DH.9 comportându-se mai slab decât avionul pe care trebuia să-l înlocuiască, ceea ce s-a soldat cu pierderi grele, în special în misiunile aeriene de pe Frontul de Vest. Ulterior, s-a dezvoltat pe baza lui și modelul DH.9A cu un motor american, mai puternic și mai fiabil, Liberty L-12.

## Proiectare și dezvoltare
D.H.9 a fost proiectat de către de Havilland pentru Aircraft Manufacturing Company în 1916 ca succesor al modelului DH.4 . D.H.9 folosea aripile și secțiunea de coadă a predecesorului dar avea un fuzelaj nou , acesta permițându-i pilotului să stea mai aproape de observator/bombardier și mai departe de motor și rezervorul de combustibil. O altă modificare majoră față de DH.4 consta în adoptarea noului motor  BHP/Galloway Adriatic , care ar fi trebuit sa producă 300CP . Astfel noul aparat ar fi avut performantele necesare în lupta cu avioanele de vânătoare inamice .   
Ca urmare a atacurilor germane asupra Londrei s-a luat decizia ca Royal Flying Corps sa își dubleze efectivele , noile escadrile formate în acest proces fiind echipate în majoritate cu avioane de bombardament .Având ca bază de plecare performantele estimate pentru D.H.9 , precum și similarității sale cu DH.4 , ceea ce ar fi ușurat trecerea pe noul tip de avion s-au lansat comenzi pentru 6430 de aparate .
Prototipul (un D.H.4 modificat) a zburat pentru prima data în Iulie 1917 de pe aerodromul Hendon , din păcate motorul BHP nu reușea să furnizeze cei 300CP în condiții de fiabilitate . Astfel puterea maximă a furnizată a fost limitată la 230CP , acest lucru având repercusiuni nefaste asupra performanțelor noului aparat , în special la altitudini mari unde era inferior chiar modelului pe care trebuia sa-l înlocuiască . Acest lucru îl făcea vulnerabil la atacul avioanelor inamice .
Cu toate că s-a încercat utilizarea altor motoare , acestea nu au fost încununate de succes .

## Activitate Operațională

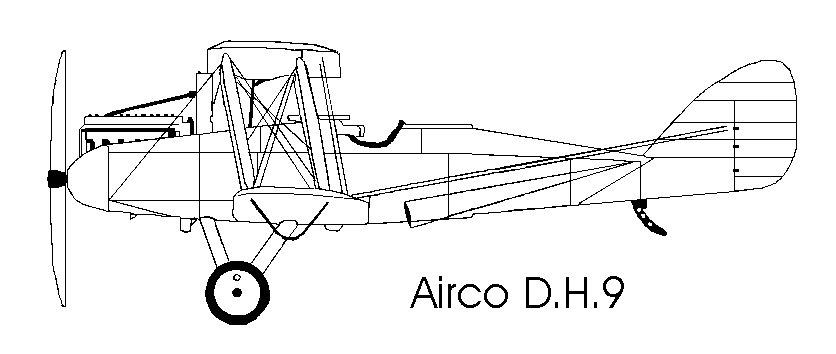
Schița a avionului Airco D.H.9.

Primele avioane au fost livrate escadrilei 108 din Royal Flying Corps în noiembrie 1917 , intrând în lupta deasupra Franța în martie 1918 iar în iulie 1918 existau nouă escadrile operaționale pe frontul de vest care aveau în dotare acest tip de avion . 
Performanțele acestuia în luptă au fost dezastruoase , cu pierderi mari din cauza performanțelor slabe dar și datorita problemelor cauzate de funcționarea defectuoasă  și performantelor slabe ale motorului .
De exemplu doua escadrile de pe frontul de vest au pierdut 148 de aparate din care 54 au fost doborâte în luptă , restul fiind pierdute în accidente .